# トレヴァー・ホーンの作品一覧
トレヴァー・ホーンの作品一覧（ - のさくひんいちらん）とは音楽家・音楽プロデューサーであるトレヴァー・ホーンが、アーティストをプロデュースした作品の一覧である。

## ユニット参加作品

### With Chromium
- 1979年 Star To Star

### With バグルス
- 1979年 ラジオ・スターの悲劇 - The Age of Plastic
- 1981年 モダン・レコーディングの冒険 - Adventures In Modern Recording

### With イエス
- 1980年 ドラマ - Drama
- 1983年 ロンリー・ハート - 90125
- 2011年 フライ・フロム・ヒア - Fly from Here

### With アート・オブ・ノイズ
- 1983年 Into Battle with the Art of Noise
- 1984年 誰がアート・オブ・ノイズを… - Who's Afraid of the Art of Noise?
- 1999年 ドビュッシーの誘惑 - The Seduction of Claude Debussy
- 2006年 神よ、私の身体に何を… - And What Have You Done With My Body,God?

### With The Producers
- 2007年 Barking Up The Right Tree

## プロデュース作品
- 1982年 ABC - The Lexicon of Love
- 1982年 Dollar - The Dollar Album
- 1983年 マルコム・マクラーレン - Duck Rock
- 1984年 フランキー・ゴーズ・トゥ・ハリウッド - Welcome To The Pleasuredome
- 1985年 グレイス・ジョーンズ - Slave to the Rhythm
- 1985年 ゴドレイ&クレーム ヒストリー・ミックス　Vol.1 - The History Mix Volume 1
- 1985年 プロパガンダ - A Secret Wish
- 1985年 プロパガンダ - Wishful Thinking
- 1989年 シンプル・マインズ - Street Fighting Years
- 1991年 808 State - In Yer Face(12インチシングル）
- 1991年 シール - Seal
- 1992年 マイク・オールドフィールド - Tubular Bells II
- 1994年 シール - Seal II
- 1995年 ロッド・スチュワート - A Spanner in the Works
- 1998年 シール - Human Beings
- 2002年 t.A.T.u. - 200 Km/h In The Wrong Lane
- 2003年 シール - Seal IV
- 2003年 ベル・アンド・セバスチャン - Dear Catastrophe Waitress
- 2004年 リサ・スタンスフィールド - The Moment
- 2006年 ペット・ショップ・ボーイズ - Fundamental
- 2006年 キャプテン - This Is Hazelville
- 2009年 エスカーラ - Escala
- 2009年 キッド・ハープーン - Once
- 2009年 ロビー・ウィリアムズ - Reality Killed the Video Star
- 2010年 ジェフ・ベック - Emotion & Commotion
- 2014年 ビリー・アイドル - 逆襲のアイドル - Kings & Queens Of The Underground
- 2017年 9nine - SunSunSunrise

## サウンドトラック
- 1992年 トイズ
- 1995年 Glam Metal Detectives
- 2003年 モナリザ・スマイル